# Покрівля

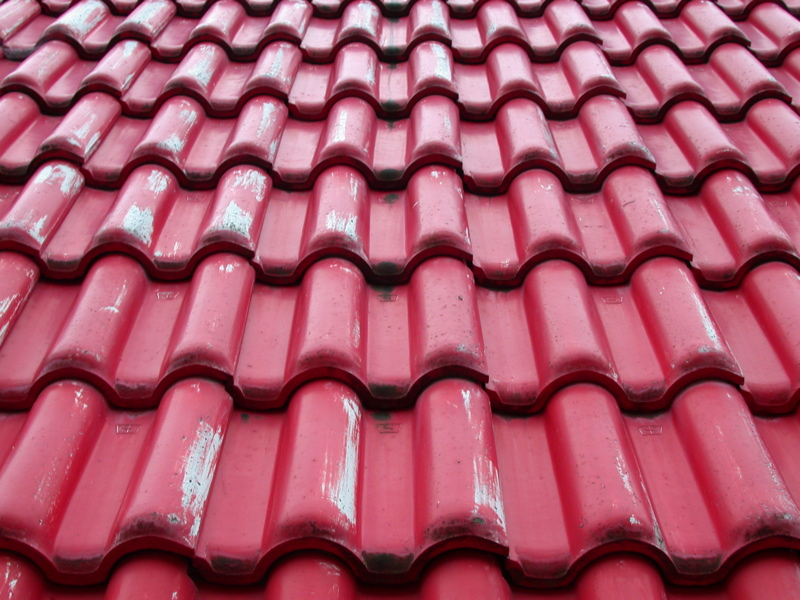
Покрівля з черепиці

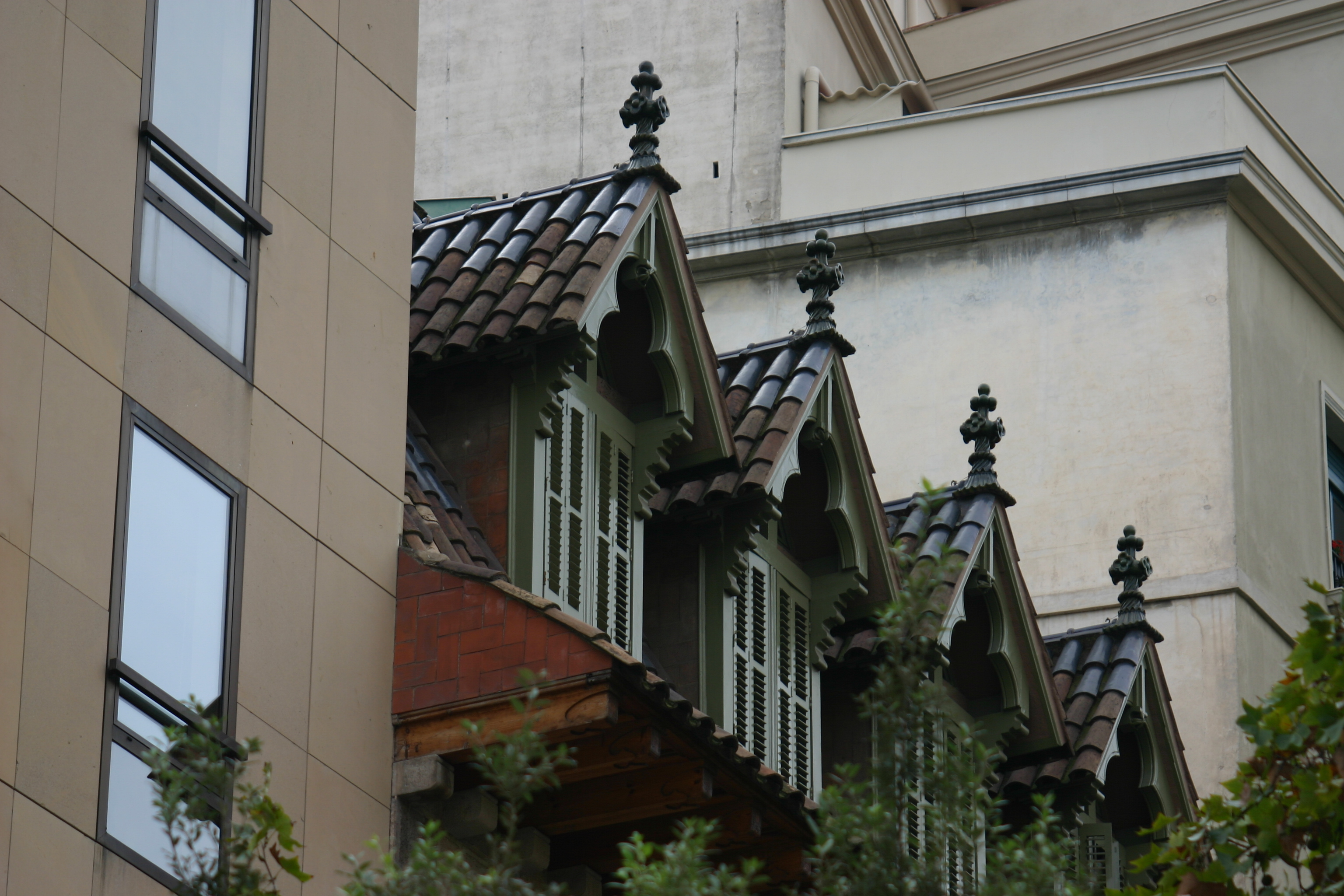
Слухові вікна

Покрі́вля, криша, діал. крівля — верхній конструктивний елемент покриття або даху, що безпосередньо ізолює будівлю від зовнішніх впливів (сонця, опадів, вітру).

## Конструкції

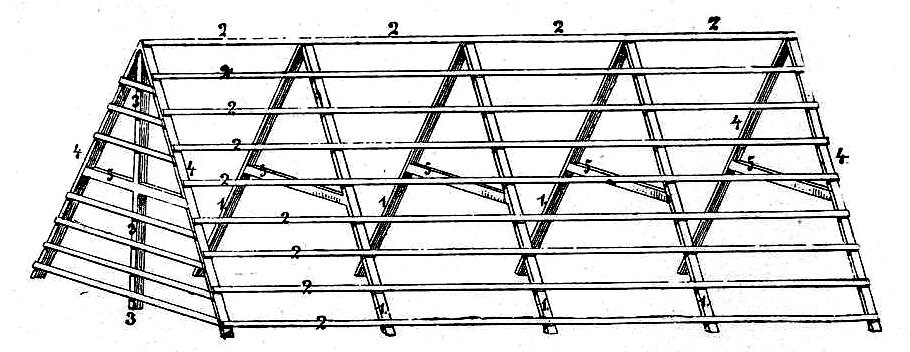
Тримальна конструкція і покрівельна обрешітка: 1 — крокви, 2 — лати, 3 — бабка, 4 — щипцеві крокви, 5 — бантини

Розрізняють покрівлі на сполучених і горищних дахах. Покрівля складається з ізоляційного шару та основи (латування, суцільного настилу), що вкладається на тримальні конструкції даху (кроквяну систему).
- з різних видів зовнішнього покриття: драниця, бітуму, профнастилу, мідного або сталевого оцинкованого листа, шиферу, руберойду, пластикових матеріалів, черепиці або металочерепиці;
- з основи у вигляді обрешітки, настилу або суцільних плит, що укладаються на крокви і балки даху.
- елементів покрівлі: основного матеріалу покриття, розжолобків, гребенів, жолобів ринв, «комірів» для обкладання пічних димарів, кріплень (покрівельних цвяхів тощо).

За кількістю схилів та їх геометричною формою покрівлі діляться на:
- односхилі,
- двосхилі,
- багатосхилі,
- купольні,
- складної форми (двоякої гауссової кривизни, напівциліндричні та ін.)
- плоскі з невеликим нахилом для забезпечення стоку води.

## Основні елементи покрівлі
- Обрешітка — складається з лат і контрлат.
- Зовнішнє покриття — виконується з різних матеріалів (черепиці, шиферу, руберойду, бляхи, драниці, соломи).
- Гребінь — зовнішній кут у місці сходження двох схилів
- Розжолобки — внутрішній кут, що утворюється в місці стиковки двох схилів
- Звиси — частина даху, що звисає над стінами

## Вимоги до покрівель
Ширина наскрізного проходу повинна бути не менше ніж 1,2 м.
Для провітрювання і освітлення горища роблять горищні дахові вікна, які іноді використовуються для виходу з горища на покрівлю.